# Wielki Budda z Ling Shan
Wielki Budda z Ling Shan (chiń. upr. 灵山大佛; chiń. trad. 靈山大佛; pinyin Líng Shān Dàfó) – kolosalny posąg Buddy Siakjamuniego, znajdujący się na górze Ling Shan w mieście Wuxi w prowincji Jiangsu w Chinach. Jest jednym z najwyższych posągów Buddy i najwyższych pomników na świecie.
Ukończony w 1996 roku posąg waży ponad 700 ton. Do jego budowy użyto 1560 bloków brązu. Postać Buddy ma 88 metrów wysokości, o 17 m więcej niż słynny Wielki Budda z Leshan. Budda rozkłada dłonie w tradycyjnym geście błogosławieństwa. Ustawiono go tak, że spogląda na położone w dole jezioro Tai Hu.